# Юлия Младша
Вижте пояснителната страница за други личности с името Випсания.
Юлия Младша или Юлила (малката Юлия) (на латински: Iulia minor); Випсания Юлия Агрипина (на латински: Vipsania Julia Agrippina); * 19/18 пр.н.е.; † 28 г. сл.н.е. е най-възрастната дъщеря на Марк Випсаний Агрипа и Юлия Старша е така се пада внучка по майчина линия на император Октавиан Август. Агрипина Старша (съпругата на Германик) е нейна по-малка сестра.
Около 5 г., Юлия се омъжва за своя родственик Луций Емилий Павел. Двамата имат обща баба – Скрибония. Майката на Юлия е дъщеря на Скрибония от Август. Майката на Луций Павел, е дъщеря на Скрибония от нейните предишен брак с Публий Корнелий Сципион Салвито.
От брака си Юлия и Луций имат 2 деца – Емилия Лепида и Марк Емилий Лепид. През 8 г. мъжът ѝ се включва в заговор на група аристократи срещу императора. След като заговора е разкрит, а съпругът ѝ убит. .
Юлия е осъдена на изгнание. Въдворена е на малкия италиански остров Тример, в Адриатическо море. По същото време е изпратена в изгнание на остров Пандатерия и Юлия Старша. Август забранява и на двете заточени Юлии да се дава вино, да се предоставят малки удобства и да не се допускат до тях нито роби, нито свободни без негово знание. Детето, което Юлия Младша ражда след като е осъдена, Октавиан не иска нито да признае, нито да възпитава. 